# Land & Forst
Land & Forst – Die Stimme der Landwirtschaft. Seit Generationen. (Eigenschreibweise: LAND & FORST) ist ein wöchentliches Magazin für Landwirtschaft und Forstwirtschaft in Niedersachsen.
Zur Zielgruppe gehören in erster Linie niedersächsische Landwirte, deren Familien sowie Zugehörige aus den vor- und nachgelagerten Bereichen der Land- und Forstwirtschaft.

## Fachzeitschrift
Land & Forst erreicht wöchentlich über 170.000 Leser sowie 89,3 % der landwirtschaftlichen Betriebe im Erscheinungsgebiet. Die thematischen Schwerpunkte liegen auf den aktuellen Entwicklungen im Ackerbau und der Viehhaltung und der Berichterstattung über die agrarpolitischen Entwicklungen auf EU-, Bundes- und Landesebene. Daneben erscheinen jede Woche Beiträge zu forstwirtschaftlichen Themen. Jede Ausgabe enthält außerdem den Thementeil „Leben auf dem Land“ für die landwirtschaftliche Haushaltsführung und das Leben auf dem Land.
Die verkaufte Auflage der Land & Forst lag laut IVW im 2. Quartal 2022 bei 45.006 Exemplaren, die verbreitete Auflage bei 45.496 Stück.
Das Magazin gibt es sowohl in gedruckter Form als auch seit März 2020 als digitale Ausgabe.

## Onlineauftritt
Regionale Geschehnisse und Brancheninfos werden auf der Website landundforst.de veröffentlicht. Die Website hat jährlich im Mittel 146.000 Seitenabrufe und 160.000 Unique User.
Zudem ist die Land & Forst in Social-Media-Kanälen wie Facebook, Instagram, Twitter und YouTube vertreten.
Der Newsletter wird 3 mal wöchentlich an eine Empfängergruppe von rund 20.400 Abonnenten verschickt.